# Bonusspår
Ett bonusspår, en bonuslåt, en extralåt eller tidigare outgiven låt, är en låt som inte finns med på originalutgåvan av en artists eller grupps musikalbum. Bonusspår var tidigare[när?] ofta tillägg på album som släpptes på en så kallad limited edition och ansågs ofta sällsynta. En anledning till att en artist utökar albumet med bonusspår är att det ofta säljer mer. Idag[när?] är bonusspår vanligt på nyutgåvor tillgängliga på strömningstjänster och den tidigare exklusiviteten har på så vis försvunnit. 
En del artister och grupper anser inte att bonusspår är särskilt viktiga, medan andra samlar dem på samlingsalbum tillsammans med b-sidor från singlar, bland annat Incesticide av Nirvana. En b-sida kan ibland dessutom anses som en synonym till ett bonusspår.
Bonusspår släpps sällan som singlar då de inte alltid finns med på något musikalbum. Några undantag finns dock, exempelvis Fortune Faded av Red Hot Chili Peppers, som endast släpptes på deras Greatest Hits-album 2003.